# منسفیلد پارک
مَنسفیلد پارک داستانی از جین آستن است. این داستان بین سال‌های ۱۸۱۱ تا ۱۸۱۳ در کلبهٔ چاوتون نوشته شده و در ژوئیه ۱۸۱۴ منتشر شده‌است. به سبب شهرتی که جین آستن با انتشار دو رمان عقل و احساس و غرور و تعصب پیدا کرده بود، منسفیلد پارک به سرعت به فروش رسید و در سال ۱۸۱۶ تجدید چاپ شد.
بسیاری از منتقدان منسفیلد پارک را اثری متفاوت از بقیهٔ آثار جین آستین دانسته‌اند، و بسیاری از خوانندگان رمان‌های جین آستین با خواندن منسفیلد پارک به حیرت افتاده‌اند و برخی آن را اثری برتر دانسته‌اند (که در زمانهٔ ما این نظر رواج بیشتری دارد) و برخی دیگر، برعکس. در این رمان، آداب و رسوم و مراوده‌های اجتماعی در بسیاری از موارد با اصول اخلاقی در تعارض قرار می‌گیرند. زرق و برق‌های ظاهری در برابر فضیلت‌های اخلاقی رنگ می‌بازند. آدم‌ها دو دسته‌اند: دسته‌ای از آن‌ها از خواست‌ها و امیال خود تبعیت می‌کنند، اما دسته‌ای دیگر به وظایف خود پایبند می‌مانند. جین آستین در این رمان نشان می‌دهد که میان آنچه می‌خواهیم انجام دهیم و آنچه باید انجام دهیم چه تفاوت‌هایی وجود دارد.
این رمان چندین بار به فیلم‌های تلویزیونی و سینمایی درآمده.

## خلاصهٔ داستان

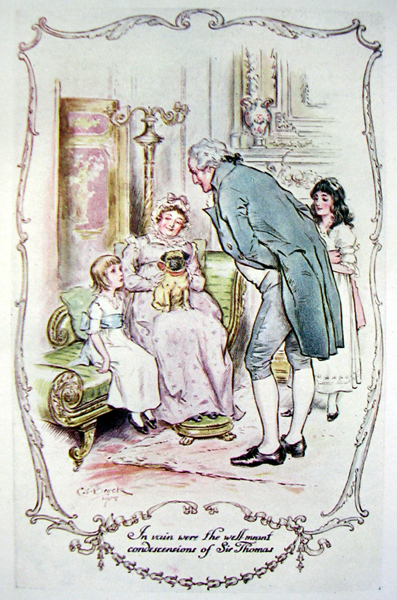
یکی از نقاشی های داخل کتاب مَنسفیلد پارک

این رمان از سرگذشت پر فراز و نشیب دختری حساس، خوش قلب و محجوب می‌گوید که شاهد ماجراها، دسیسه‌ها و عشق‌های آدم‌های دور و بر است و در گرداب حوادث احساسات خود را مهار می‌کند. پس از آفتابی شدن ماجرایی خیانتکارانه، نظم و آرامش رخت می‌بندد و اتفاق‌هایی غیرمنتظره قهرمان داستان (فانی پرایس) را به کام خود می‌کشد، اما او همچنان بر فضیلت‌های خود پافشاری می‌کند.
گربهٔ مزاحم آرگوس فیلچ، سرایدار هاگوارتز، در داستان‌های هری پاتر، خانم نوریس نام دارد که این اسم از شخصیت فضول این داستان قرض گرفته شده. (جین آستن از نویسندگان مورد علاقهٔ جی. کی رولینگ، نویسندهٔ داستان‌های هری پاتر بوده‌است).